# Hà Cầu
Hà Cầu là một phường thuộc quận Hà Đông, thành phố Hà Nội, Việt Nam.

### Địa lý
Phường Hà Cầu nằm ở khu vực trung tâm hành chính của quận Hà Đông, là địa bàn có nhiều khu vực giáp ranh, giáp với các phường Nguyễn Trãi, Quang Trung, Phú La, La Khê và Kiến Hưng. Phường Hà Cầu có diện tích 1,53 km², dân số năm 2012 là 14.876 người, mật độ dân số đạt 9.769 người/km².

### Lịch sử
Theo cuốn lịch sử Đảng bộ phường Hà Cầu (giai đoạn 1930 - 2010), năm 1896 người Pháp ra Nghị định đặt trụ sở tỉnh Hà Nội tại Cầu Đơ, tên làng Cầu Đơ cũng được đặt làm tên tỉnh trong khoảng thời gian từ tháng 5/1902 đến 12/1904. Cầu Đơ là nơi đất lành chim đậu, dân cư ở các nơi tụ tập về ở ngày một đông và có nhiều người giàu có. Cũng vào đầu thế kỷ XX, Hà Trì là một trong số ít làng của tỉnh Hà Đông được chính quyền đương thời công nhận là làng “mỹ tục khả gia” (phong tục tốt đẹp), nhân dân có cuộc sống hòa thuận, ấm no, hạnh phúc. Như vậy, quá trình hình thành và phát triển từ làng đến xã và nay là phường, Hà Trì và Cầu Đơ vốn có quan hệ gắn bó với đặc trưng nổi bật là nơi đặt đô thị tỉnh lỵ Hà Đông. Trải qua quá trình xây dựng và phát triển, nhân dân địa phương đã xây dựng các công trình kiến trúc văn hóa lịch sử như đình, chùa, miếu...là nơi sinh hoạt văn hóa làng xã và góp phần hình thành nên phong tục tập quán truyền thống của quê hương Hà Cầu.

### Hành chính
1. Bảo hiểm xã hội Thành phố Hà Nội
2. Ủy ban nhân dân Quận Hà Đông
3. Chi cục thuế Quận Hà Đông
4. Chi cục Thi hành án dân sự quận Hà Đông
5. Viện Kiểm Sát Hà Đông
6. Ban Quản Lý Dự Án Đầu Tư Xây Dựng Quận Hà Đông
7. Chi cục Thi hành án dân sự Quận Hà Đông
8. Kho bạc Nhà nước Quận Hà Đông